# Kevin S. Bright
Kevin S. Bright (Brighton, 14 novembre 1955) è un produttore televisivo e regista statunitense di serie televisive.
Ha raggiunto la popolarità grazie alla sit-com arcipremiata Friends, creata da lui in collaborazione con David Crane e Marta Kauffman. 
Dal 2004 al 2006 è stato impegnato alla direzione dello spin-off di Friends, intitolato Joey, che segue la continuazione della storia del personaggio di Joey (interpretato da Matt LeBlanc) e soprattutto della sua carriera. 
Bright ha tenuto a battesimo anche telefilm come L'atelier di Veronica (Veronica's Closet) e Couples.